# 海外マンガフェスタ
海外マンガフェスタは、2012年11月から開催されている漫画イベント。

## イベント内容
海外の漫画家と日本の漫画家とのトークショー、限られた時間内で漫画を描きながらトークを繰り広げるライブドローイング、参加の作家が作品の展示即売や依頼された漫画を描くアーティストアレイ等を行う。

## 過去の大会

### 海外マンガフェスタ in 北九州
- 期間:2018年11月10日-11月11日[1][2]
- 場所:北九州市・西日本総合展示場新館
- 主な参加者:トニー・ヴァレント (フランス) 、村田雄介 (日本)、マウリシオ・デ・ソウザ (ブラジル) 、松本零士 (日本)、アンドリュー・グリフィス (アメリカ)、ジュアン・アルバーラン (スペイン)等

### 北九州海外マンガフェスタ
- 期間:2019年11月30日-12月1日[3][4]
- 2019年に引き続き「海外マンガフェスタ」を北九州で開催。国内外で活躍するトップアーティストたちの作品やテクニックを体感出来た国際色溢れるイベント。メインステージでは、公開対談やライブドローイングが行われた。
- 場所:北九州市・西日本総合展示場新館
- 主な参加者:バブズ・ター(アメリカ)、デイビッド・バルデオン(スペイン)、マーカス・トゥ（カナダ）、ジュアン・アルバーラン (スペイン)、横山宏（日本）、三浦みつる (日本)、江藤俊司 (日本)、かっぴー (日本)、平凡（台湾）、陳淑芬（台湾）、天之火（台湾）、クリスティナ（アメリカ）等